# Fastest!
「Fastest!」（ファステスト）は、日本の歌手、KOTOKOの24枚目のシングルである。2022年1月19日にNBCユニバーサル・エンターテイメントジャパンから発売された。

## 概要
KOTOKOのシングルとしては、前作「SticK Out」以来約1年ぶりのリリースとなる。通常盤の1形態で発売。
表題曲はテレビアニメ『新幹線変形ロボ シンカリオンZ』2022年1月クールのエンディングテーマに起用されている。

## チャート成績
2022年1月18日付オリコンデイリーチャートでは初登場26位にチャートインした。2022年1月31日付の週間シングルランキングでは59位を獲得した。

## 収録曲
全作詞：KOTOKO / 作編曲：齋藤真也
1. Fastest!
  - テレビアニメ『新幹線変形ロボ シンカリオンZ』エンディングテーマ
2. ♡sweet×spicy♠Valentine
3. Fastest! (instrumental)
4. ♡sweet×spicy♠Valentine (instrumental)